# Hong Kong Open 2000
L'Hong Kong Open 2000  è stato un torneo di tennis giocato sul cemento. È stata la 25ª edizione dell'Hong Kong Open, che fa parte della categoria International Series nell'ambito dell'ATP Tour 2000.  Il torneo si è giocato a Hong Kong in Cina, dal 2 all'8 ottobre 2000.

## Campioni

### Singolare maschile
Nicolas Kiefer ha battuto in finale  Mark Philippoussis con il punteggio di 7–6(4), 2–6, 6–2

### Doppio maschile
Wayne Black /  Kevin Ullyett hanno battuto in finale  Dominik Hrbatý /  David Prinosil con il punteggio di 6–1, 6–2